# Patrik Sundström
Patrik Sundström (* 14. Dezember 1961 in Skellefteå) ist ein ehemaliger schwedischer Eishockeyspieler, der in seiner aktiven Zeit von 1978 bis 1994 unter anderem für die Vancouver Canucks und New Jersey Devils in der National Hockey League gespielt hat.     

## Karriere
Patrik Sundström begann seine Karriere als Eishockeyspieler beim IF Björklöven, für dessen Profimannschaft er in der Saison 1978/79 sein Debüt in der Elitserien gab. Mit seinem Team unterlag der Angreifer in der Saison 1981/82 AIK Ishockey in den Finalspielen um die schwedische Meisterschaft. Anschließend wurde er von den Vancouver Canucks, die ihn im NHL Entry Draft 1980 in der neunten Runde als insgesamt 175. Spieler ausgewählt hatten, nach Nordamerika beordert, wo er in seinem Rookiejahr in der National Hockey League für die Kanadier in insgesamt 78 Spielen 23 Tore erzielte und ebenso viele Vorlagen gab. Nach fünf Jahren bei den Canucks wurde der Schwede am 15. September 1987 zusammen mit einem Zweit- und Viertrundenwahlrecht im NHL Entry Draft im Tausch gegen Kirk McLean, Greg Adams und ein Zweitrunden-Wahlrecht an die New Jersey Devils abgegeben, für die er ebenfalls fünf Spielzeiten lang auf dem Eis stand. Zudem absolvierte er in der Saison 1991/92 ein Spiel in der American Hockey League für New Jerseys Farmteam, die Utica Devils.
Im Sommer 1992 kehrte Sundström in seine schwedische Heimat zurück, wo er einen Vertrag bei seinem Ex-Club IF Björklöven aus der damals noch zweitklassigen Division 1 erhielt, mit dem er den Aufstieg in die Elitserien erreichte. In dieser erzielte der Center in der Saison 1993/94 in 16 Spielen elf Scorerpunkte, darunter vier Tore, ehe er seine Laufbahn beendete.  

### International
Für Schweden nahm Sundström an den U20-Junioren-Weltmeisterschaften 1980 und 1981 teil. Des Weiteren stand er im Aufgebot Schwedens bei den Weltmeisterschaften 1981 und 1982.

## Erfolge und Auszeichnungen
- 1982 Schwedischer Vizemeister mit dem IF Björklöven
- 1982 Guldpucken
- 1982 Schwedisches All-Star Team
- 1993 Aufstieg in die Elitserien mit dem IF Björklöven

### International
| - 1980 Bronzemedaille bei der U20-Junioren-Weltmeisterschaft - 1981 Goldmedaille bei der U20-Junioren-Weltmeisterschaft - 1981 Bester Stürmer bei der U20-Junioren-Weltmeisterschaft | - 1981 All-Star Team bei der U20-Junioren-Weltmeisterschaft - 1981 Silbermedaille bei der Weltmeisterschaft - 1984 Silbermedaille beim Canada Cup |

## Rekorde
Zusammen mit Mario Lemieux hält Sundström den Rekord für erzielte Punkte in einem Playoff-Spiel der National Hockey League (je acht Punkte). 

## Familie
Sundströms Vater Elon und sein Zwillingsbruder Peter waren ebenso professionelle Eishockeyspieler, wie sein Onkel Kjell. Sein Sohn Alexander spielte bei Brynäs IF in der schwedischen Elitserien.